# Gewoon kraakloof
Gewoon kraakloof (Cetraria aculeata, basioniem: Lichen aculeatus) is een korstmossoort uit de familie Parmeliaceae. Het leeft in symbiose met een chlorococcoïde alg en komt voor op de grond in de kustduinen.

## Determinatie
Gewoon kraakloof is een struikvormig korstmos dat pollen kan vormen. De thalli zijn struikachtige bosjes tot 1 tot 5 cm hoog, hoofdtakken zijn 1 tot 4 mm breed, eindtakken tot 1 mm breed, kleurreacties: K− en P−. De soort is vaak fertiel. Ondanks het schijnbare gebrek aan ascosporen, die over grote afstanden kunnen worden verspreid, is gewoon kraakloof een zeer wijd verspreid en lijkt zich voornamelijk voort te planten door fragmentatie van het thallus. 

## Verspreiding
Gewoon kraakloof komt vaak voor in open polaire en boreale omgevingen van het maritieme Antarctica tot het hoge Noordpoolgebied. Op tussenliggende breedtegraden wordt het meestal aangetroffen in ecosystemen in het hooggebergte en het verspreidingsgebied strekt zich ook uit tot bos- en steppe-ecosystemen, of kust- en oeverzandafzettingen van het Middellandse Zeegebied en gematigde zones.
In Nederland is gewoon kraakloof vrij zeldzaam. 

## Taxonomie
De soort werd in 1771 voor het eerst beschreven door de Duitse natuuronderzoeker Johann Christian Daniel Edler von Schreber onder de naam Lichen aculeatus. Later gaf Acharius, de "vader van de lichenologie" het de naam Cornicularia aculeata, die de later is veranderd in Coelocaulon aculeatum. Ten slotte heeft de taxonomische herziening van Ingvar Kärnefelt en collega's de soort ondergebracht in het geslacht Cetraria.